# Mavzuna Chorieva
Mavzuna Chorieva (en tadjik : Мавзуна Чориева) est une boxeuse tadjike, née le 1er octobre 1992 à Kulob.

## Carrière
Sa carrière amateur est principalement marquée par une médaille de bronze remportée aux Jeux olympiques de Londres en 2012 en poids légers.

## Palmarès

### Jeux olympiques
- Médaille de bronze en -60 kg aux Jeux de 2012 à Londres, Angleterre